# Pembroke (Wales)
Pembroke is een stad in Wales, in het bestuurlijke graafschap Pembrokeshire en in het ceremoniële behouden graafschap Dyfed. De plaats heeft ongeveer 7.200 inwoners. Traditioneel is het de hoofdstad van Pembrokeshire, maar bestuurlijk is Haverfordwest de de facto hoofdstad.

## Geografie
Pembroke is gelegen in het traditioneel Engelsprekende deel van Wales, het zogenaamde Little England beyond Wales. Het ligt aan de baai The Haven, waarin de belangrijkste natuurhaven van Wales ligt, aan de monding van de rivier Pembroke.

## Galerij

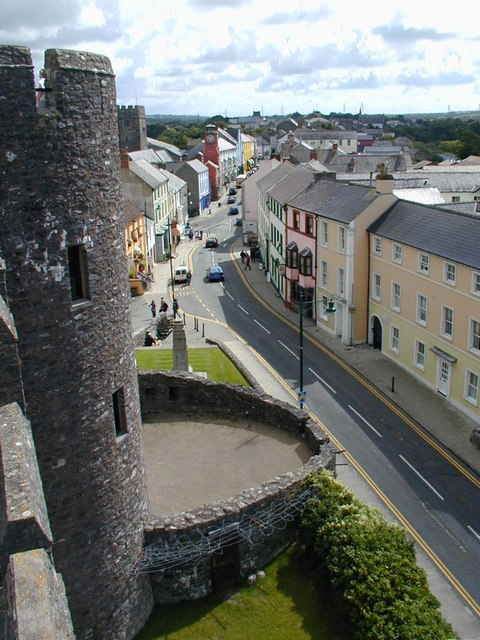
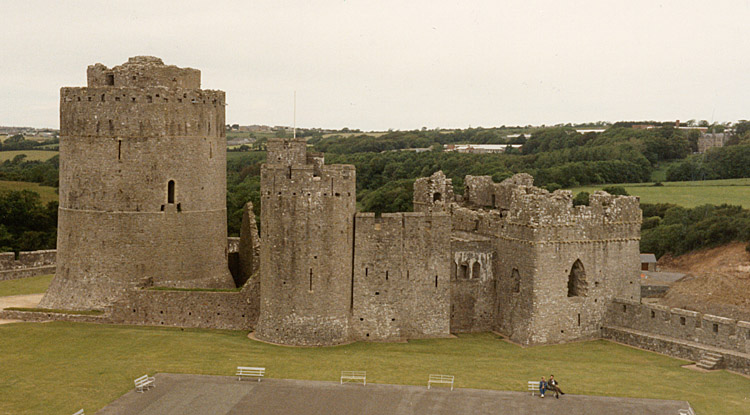
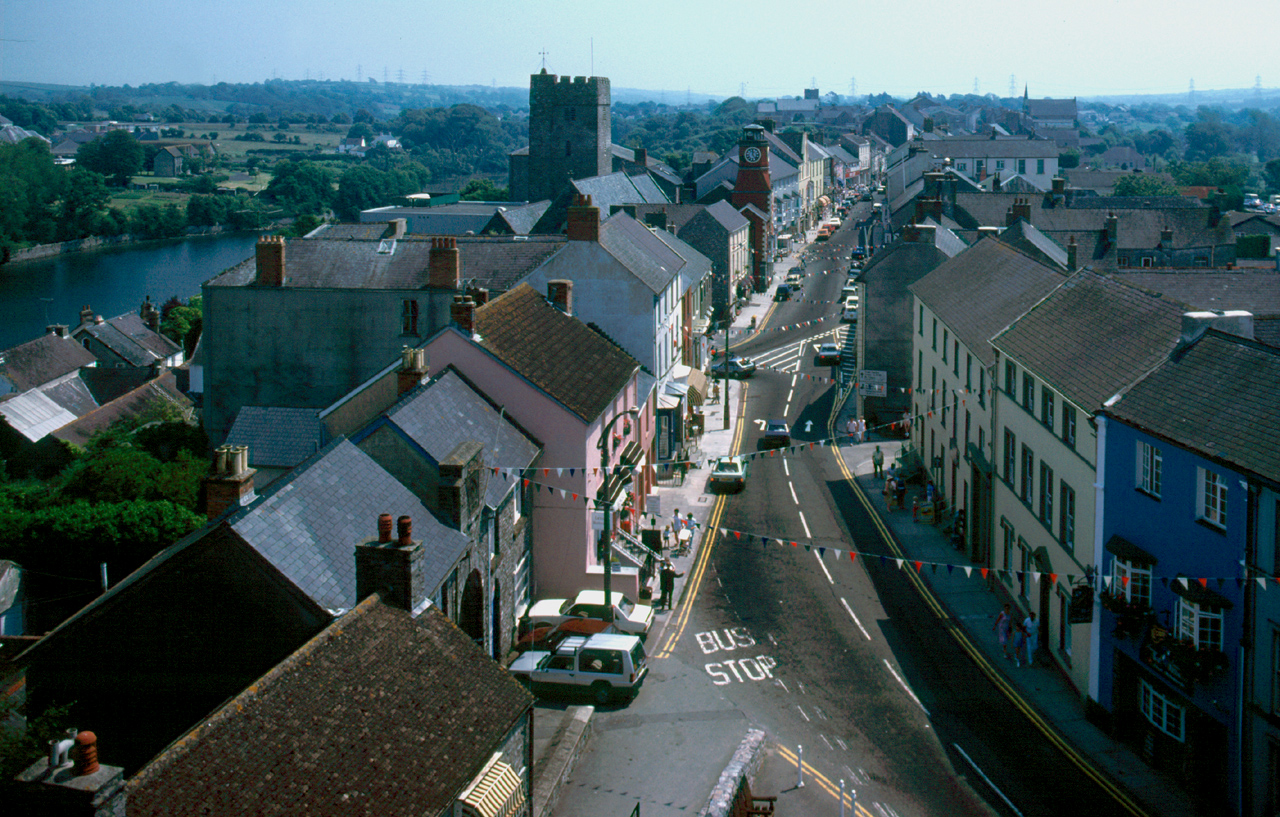
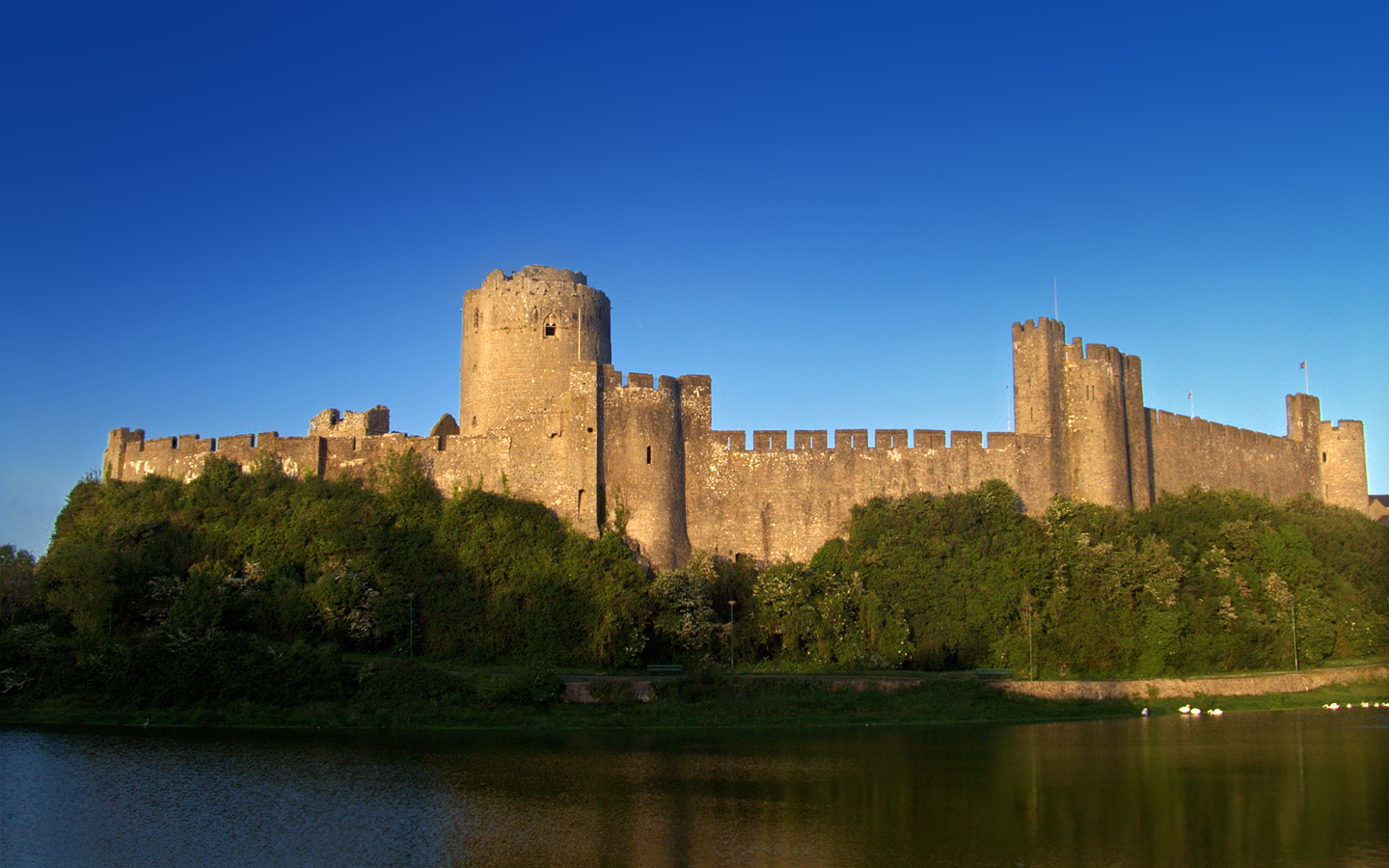
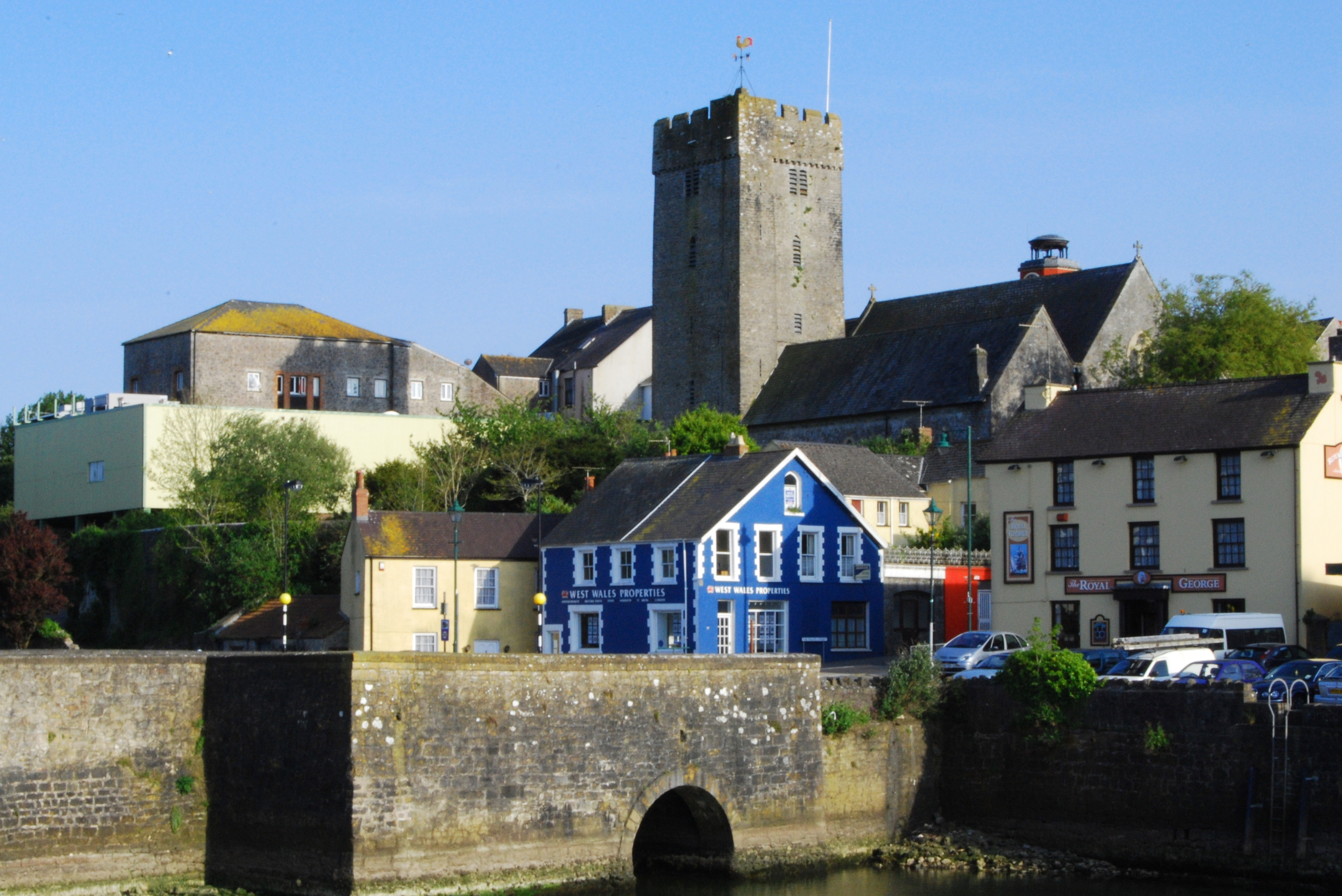

## Geboren
- Hendrik VII van Engeland (1457-1509), koning van Engeland (1485-1509)